# Мундзук
Мунджук e владетел на Хунската държава.